# Botte volante
L'aereo botte di Mattioni, chiamato scherzosamente dai fiorentini la botte volante, fu il primo velivolo sperimentale al mondo che già nel 1923 volò sfruttando il principio su cui si fonda il volo a reazione. È stato precursore, di nove anni, del successivo Stipa Caproni.
Fu concepito dal friulano Antonio Mattioni che, lo fece portare in volo per la prima volta il 29 dicembre 1923 sul Campo di Marte a Firenze dal pilota fiorentino Vasco Magrini.

## Storia del progetto

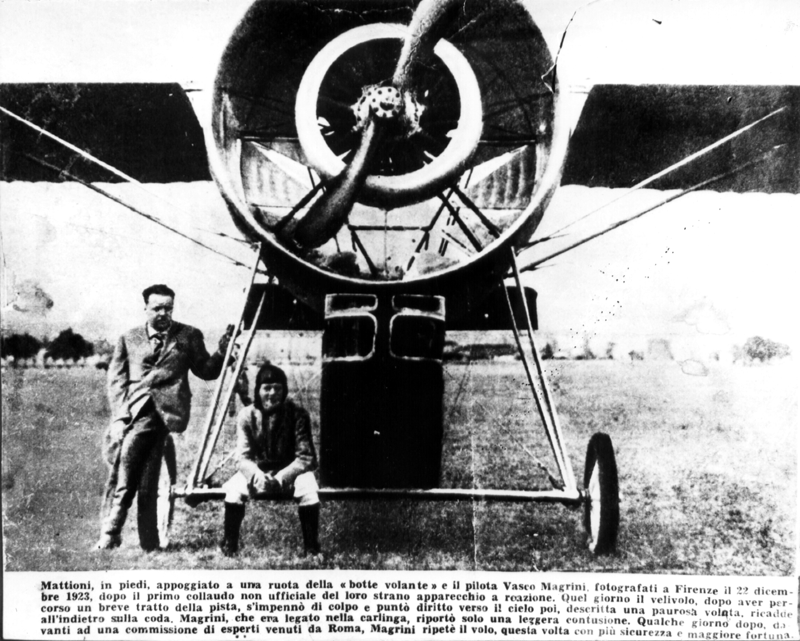
Mattioni e Magrini ai piedi dell'aereo

La storia della botte volante, come i fiorentini chiamarono il velivolo dopo i primi voli dell'inverno del 1923-1924, è legata alla vita e alla storia personale di Antonio Mattioni il quale lo costruì dopo una lunghissima gestazione, durata oltre 14 anni.
Era un monoplano costruito in legno, caratterizzato da una sorta di fusoliera-carlinga-tunnel che racchiudeva, per aumentare l'efficienza del sistema propulsivo, l'elica e un motore radiale residuato bellico: da qui il nome "aereo botte". Nei fatti era un'elica intubata. Il prototipo fu costruito da Bruno Magrini, fratello di Vasco, esperto meccanico.
Tra il 1923 e il 1924 il prototipo subì diverse modifiche sostanziali che finirono per dissanguare il Mattioni, costringendolo ad un esborso finanziario di 1.000.000 di lire dell'epoca. Fattore questo che, dopo i dinieghi finanziari avuti dalle autorità interpellate, lo costrinse ad abbandonare il progetto.
Malgrado diversi tentativi di interessare le autorità aeronautiche del tempo e dopo aver regolarizzato i brevetti del suo progetto, ricevette solo risposte negative riassunte dalla frase: "L'invenzione non interessa", attribuita dal figlio di Mattioni ad una commissione romana appositamente nominata per valutare il velivolo a seguito delle richieste di finanziamento fatte da suo padre.
Il velivolo costruito rimase fino agli inizi degli anni quaranta in un hangar di Firenze, dove i successivi eventi bellici lo distrussero.
Un velivolo analogo progettato da Adamoli-Cattani è di quegli anni.

## Tecnica

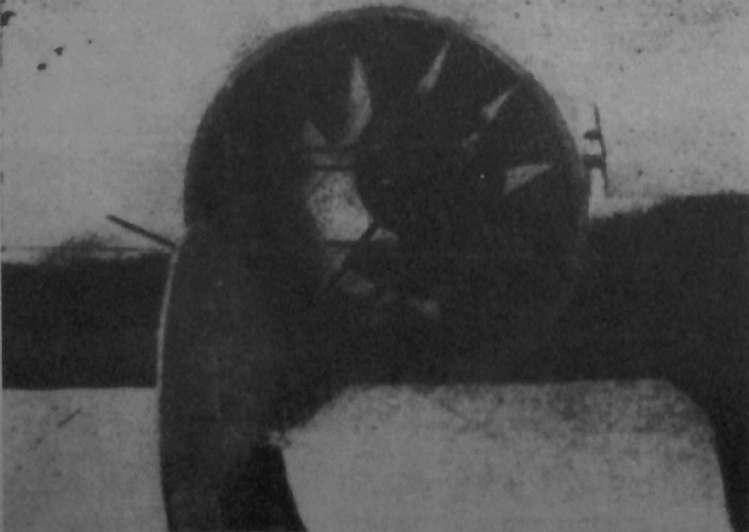
Vista posteriore con evidente il diaframma parzializzatore del flusso in uscita

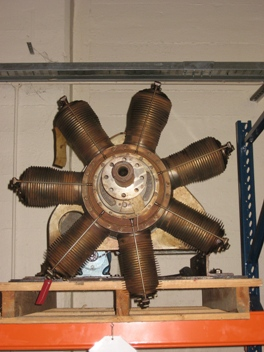
Il motore Gnome et Rhône modello simile a quello montato sulla botte volante di Mattioni

Strutturalmente la botte di Mattioni era un monoplano ad ala media semi-spessa con tiranti in cavetto metallico di rinforzo. Era costruito in legno, bambù e metallo, con un rivestimento in tela cerata. I supporti del motore, il carrello, il diaframma centrale, la cappotta del motore, gli attacchi delle semi ali e il pattino di coda erano in lega metallica.
Le due semiali erano fissate alla fusoliera che aveva un diametro di due metri. Posteriormente, nella prima versione, alla fusoliera (botte) erano fissati i piani di coda e un lungo pattino di coda.
Nella parte anteriore della fusoliera era fissato su supporti metallici il motore, uno Gnome et Rhône Monosoupape 7 del 1916 con 7 cilindri monovalvola raffreddato ad aria di 60 kW a 1 150 giri/min. Esso muoveva un'elica di legno bipala di 1,7 m di diametro. Il motore, del tipo a pistoni radiali, era caratterizzato da un albero motore fisso, mentre ruotavano il complesso delle bielle, pistoni, valvole e cilindri. Questo determinava notevoli vibrazioni dell'intera struttura, rendendo difficili le manovre. Inoltre il motore era alimentato da una miscela olio di ricino e benzina, che trasudava pericolosamente da più parti della struttura del motore. Questo tipo di motore era già stato abbandonato prima della fine della prima guerra mondiale ma, verosimilmente per motivi economici, fu il motore che equipaggiò l'aereo di Mattioni.
Internamente, poco dopo la metà della fusoliera, erano posti 12 lamierini metallici triangolari con rispettive cerniere e molle di richiamo che parzializzavano a comando l'aria in uscita dalla fusoliera mista ai gas di scarico del motore, così da sfruttare l'effetto Venturi. A "diaframma" chiuso, inoltre, si otteneva una spinta negativa, utile in atterraggio. L'invenzione di Mattioni fu oggetto di tre brevetti depositati rispettivamente in Italia, Francia e Paesi Bassi.
Il pattino di coda era particolarmente alto tanto da portare la struttura della fusoliera quasi parallela al terreno.
La cabina di pilotaggio, chiusa, era compresa tra le due ruote e sottostante alla struttura della fusoliera ed era previsto anche un posto per un passeggero.
Tra il 1923 e il 1924 il prototipo subì tre modifiche sostanziali.

### I Modifica
Dopo il primo decollo, per ovviare agli inconvenienti manifestatisi e per migliorare la manovrabilità, venne accorciata la fusoliera cilindrica e la parte terminale fu sostituita con un traliccio metallico che sosteneva i piani di coda (foto 1).

### II Modifica
Successivamente fu tolto il traliccio che collegava la fusoliera cilindrica con i piani di corsa. Venne allungata la cabina che diventava una vera fusoliera con i piani di corsa collegati alla fine della stessa. I longheroni delle semi-ali restarono collegati al cilindro. Il motore e l'elica restarono intubati in modo assiale rispetto al cilindro (foto 2).

### III Modifica
L'ultima modifica effettuata, consistette nello spostamento delle semiali tra la nuova fusoliera e il cilindro con il motore, sostituendo i tiranti metallici con montanti. Il motore venne spostato verso il basso del cilindro, fissato con un montante centrale metallico superiormente e con due montanti collegati alle semiali per diminuire il più possibile le notevoli vibrazioni. La struttura della fusoliera fu irrobustita ulteriormente (foto 3 e 4).
- Evoluzione del velivolo di Mattioni:
1 Tutto fusoliera,
2 Semifusoliera e traliccio,
3 Semifusoliera,
4 Semifusoliera con motore disassato.

Evoluzione del velivolo di Mattioni: 1 Tutto fusoliera, 2 Semifusoliera e traliccio, 3 Semifusoliera, 4 Semifusoliera con motore disassato.
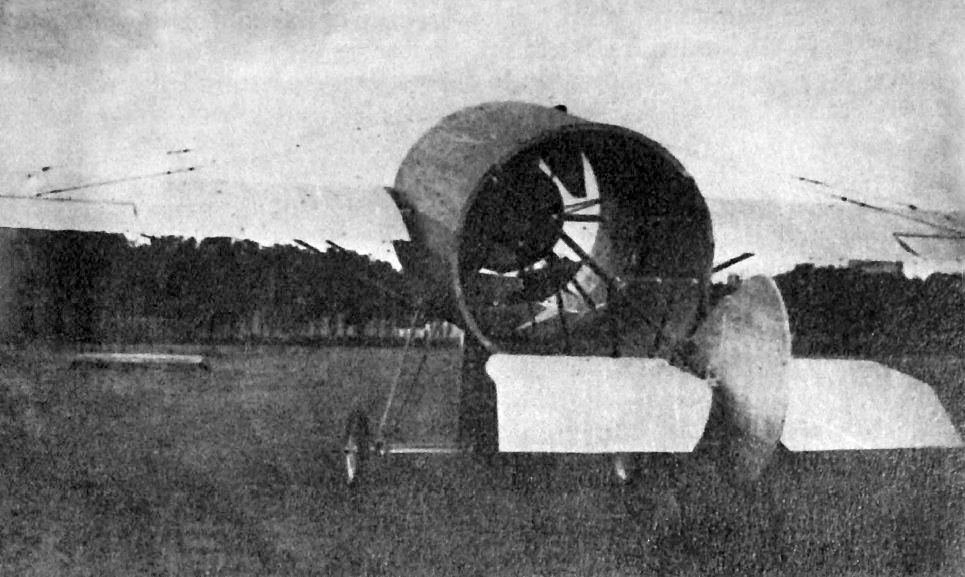
Foto 1 - Vista posteriore della prima modifica
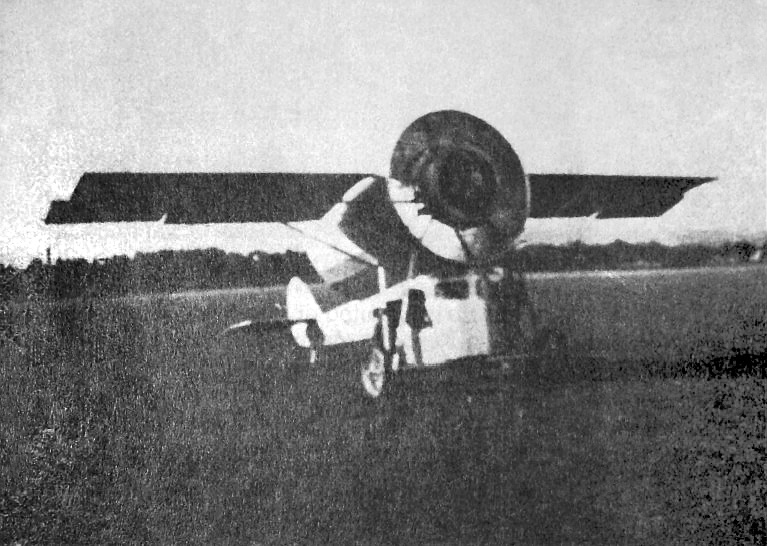
Foto 2 - II modifica, evoluzione progettuale dell'Aero botte
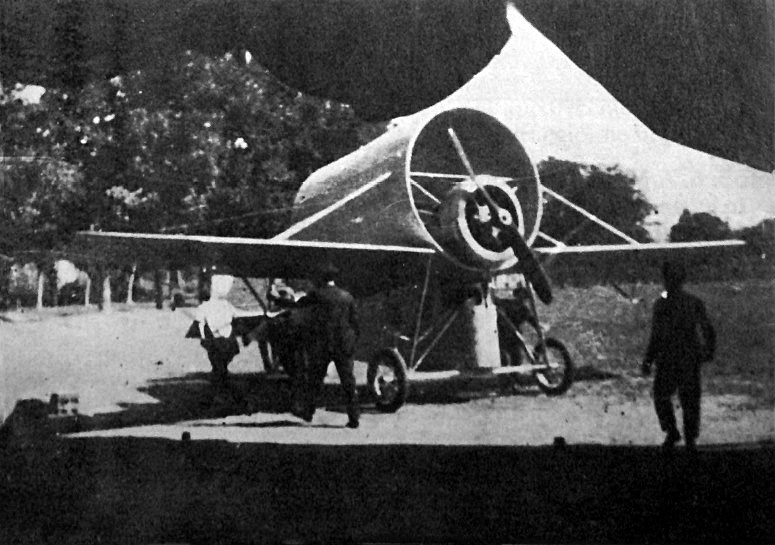
Foto 3 - La III evoluzione dell'aereo di Mattioni
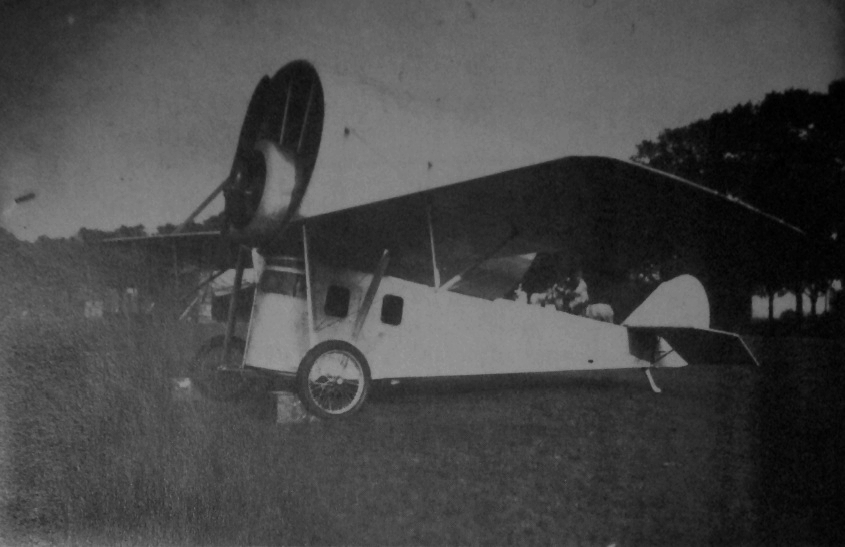
Foto 4 - Vista di profilo dell'ultima evoluzione dell'aereo

## Impiego operativo

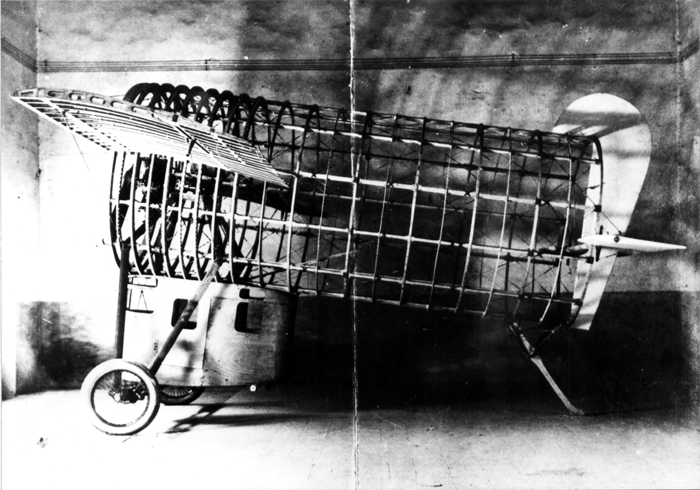
Lo scheletro della prima versione dell'aereo visto di profilo all'interno dell'hangar

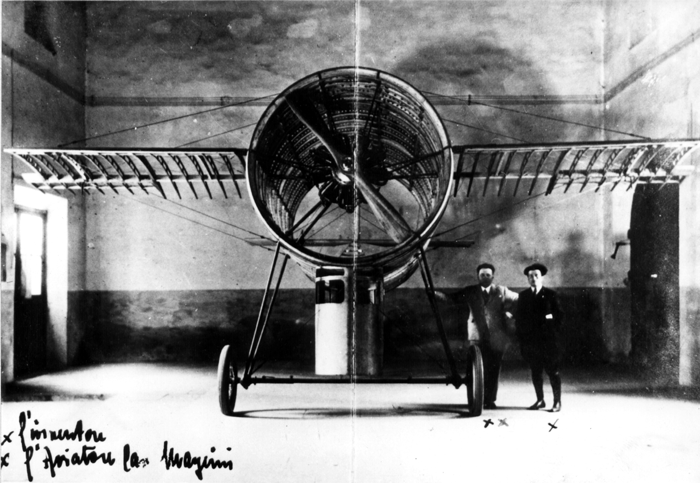
Lo scheletro dell'aereo con il pilota Vasco Magrini e Mattioni, visto di fronte

Nel periodo che va dal 1922 al 1923, Mattioni insieme a Bruno Magrini, esperto meccanico aeronautico della prima guerra mondiale, diede inizio alla costruzione della "botte volante", rifacendosi ai modelli e disegni realizzati negli anni precedenti. Acquistò all'insaputa della famiglia un residuato bellico della grande guerra con un motore Gnome et Rhône, che fu revisionato da Magrini. Successivamente si aggregò ai due il fratello di Bruno Magrini, Vasco, aviatore.
La data scelta per il primo volo ufficiale fu il 29 dicembre 1929, alle presenza di diverse autorità tra cui l'allora capitano, poi generale, Goffredo Puccetti (vedi galleria fotografica). Questi nel 1958 rievocò gli avvenimenti di quelle ore scrivendo:
(E la botte volò)
Dalle cronache del libro E la botte volò di Nello Mattioni, figlio del costruttore, si riporta che il primo volo si svolse dopo un breve decollo "quasi verticale" e un regolare percorso aereo ma con un disastroso atterraggio, che per fortuna non comportò particolari danni alla struttura e al collaudatore. Sul giornale La Nazione del 26 maggio 1955, nel rievocare quei fatti, il pilota Magrini racconta al giornalista che l'aereo atterrò sedendosi sulla coda con il timone e i piani di coda poggiati a terra.
Infatti nel decollo l'aereo procedeva "seduto" sul pattino di coda, a causa del baricentro non opportunamente posizionato.
All'aumentare della velocità di rullaggio l'aereo non riusciva a sollevare la parte posteriore della fusoliera, assumendo una posizione cabrata. Perdeva così la stabilità trasversale con il pericolo di una cappottata. Nei giorni successivi furono apportate delle modifiche, tra queste l'accorciamento del cilindro-fusoliera per facilitare le manovre in aria e l'innalzamento del piano di coda usando un pattino più lungo. Queste modifiche e altre successive permisero al velivolo di effettuare diversi voli con successo e sicurezza fino ai primi mesi del 1924. Sempre sull'articolo della La Nazione si parla di una velocità raggiunta di 210–220 km/h e con i voli successivi al primo pare che il pilota abbia raggiunto, volando con la botte, la collina di Fiesole.
Purtroppo l'aerodromo di Campo di Marte in Firenze all'epoca non possedeva delle postazioni fisse per poter fare le opportune misurazioni sulla velocità e le distanze fatte e pertanto non si conoscono con certezza i dettagli di velocità, altezza raggiunta ed autonomia del velivolo.

## Mattioni

Fotoritratto di Antonio Mattioni

Nacque a Cividale del Friuli nel 1880, dove frequentò le scuole elementari e parte di quelle professionali, che terminò poi a Trieste. Non era particolarmente vocato negli studi teorici e manifestò sin da giovane un interesse per le arti meccaniche e il disegno alle quali si dedicò subito terminati gli studi. Inoltre, sin da ragazzo mostrò interesse per il volo applicandosi con passione nella costruzione di aquiloni.
A Roma all'inizio del secolo fecero delle esibizioni i fratelli Wright, esibizioni a cui Mattioni assistette, così come seguì la manifestazione a Montichiari, in provincia di Brescia, dove vennero eseguiti voli in circuito. Secondo la testimonianza del figlio, fu qui che ebbe per la prima volta l'intuizione di realizzare un aereo che sfruttasse la scia d'aria generata dall'elica del motore per convogliarla in un tubo per generare così un maggior flusso in uscita che aumentasse la velocità del velivolo. A Trieste dopo le esperienze vissute a Roma e a Brescia, provò a dar vita alla sua idea costruendo un modello di velivolo che convogliasse l'aria generata da un'elica.
Nel 1909, 14 anni prima del primo volo sembra che Mattioni avesse contattato i fratelli Pomilio di Torino per sottoporre alla loro attenzione il suo modello in scala, senza però avere un riscontro positivo.
Successivamente, resosi conto della necessità di approfondire alcune conoscenze costruttive, si recò in Inghilterra per studiare meglio, e da vicino, le tecniche aeree inglesi all'epoca relativamente più avanzate.
Dopo la sua permanenza londinese rientrò in Friuli, dopo esser passato da Milano per comprare materiali utili alla costruzione della sua idea. A casa dei genitori pensò un modello in scala che però non fu costruito se non dopo tredici anni, a Firenze, città dove viveva stabilmente dal 1914.
In quegli anni fiorentini ebbe modo di conoscere i fratelli Magrini che tanta parte ebbero nella realizzazione e nel collaudo della sua idea.

### Riconoscimenti postumi
Antonio Mattioni, dopo la fine della seconda guerra mondiale, ritornò in Friuli dove visse fino alla morte, nel 1961.
Solamente a partire dagli anni cinquanta, dopo quasi trenta anni dal primo volo, Mattioni ricevette i riconoscimenti che gli spettavano. Il 20 gennaio 1950 il Ministero della Difesa-Aeronautica in una lettera indirizzata a Mattioni lo riconosceva: «... benemerito apportatore di notevole contributo tecnico-scientifico per il progresso aeronautico.»
L'Istituto Nazionale per l'esame delle invenzioni scrive in data 10 marzo 1950 con il n. prat. 12/517:
(E la botte volò)
Probabilmente il riconoscimento più prezioso e importante fu una medaglia d'oro, raffigurante l'aereo in volo, ricevuta dal sindaco di Firenze Giorgio la Pira il 19 maggio 1956 a Palazzo Vecchio come ricordo e riconoscenza “per aver fatto volare nel cielo di Firenze, per la prima volta al mondo, un aereo a reazione”.
Successivamente il prof. Francesco Ogliari già direttore del Museo nazionale della scienza e della tecnologia Leonardo da Vinci di Milano scrisse il 19 febbraio 1973: «trattasi indubbiamente di seria realizzazione cui seguirono gli aerei dello Stipa».
Il 14 maggio 1983 a Cividale del Friuli venne intitolato ad Antonio Mattioni l'Istituto Professionale di Stato in onore dell'illustre concittadino.

## Galleria d'immagini

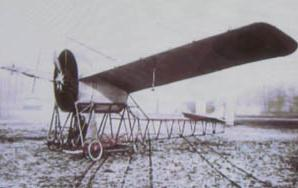
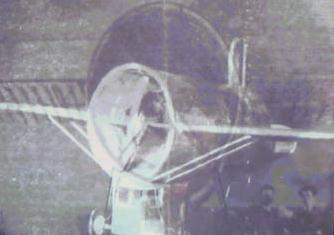